# Cylichna diegensis
Cylichna diegensis är en snäckart som först beskrevs av Dall 1919.  Cylichna diegensis ingår i släktet Cylichna och familjen Cylichnidae. Inga underarter finns listade i Catalogue of Life.